# Ugidak Island
Ugidak Island ist eine kleine unbewohnte Insel der Delarof Islands, die im Südwesten der Aleuten liegen. Das etwa 150 m lange Eiland liegt 5,5 km östlich von Skagul Island. 